# Орландо Скарпелли (стадион)
Стадион «Орланду-Скарпелли» — футбольный стадион, который был открыт 27 мая 1961 года в районе Эстрейто города Флорианополис, штат Санта-Катарина. Его максимальная вместимость составляет 19 584 зрителя. Стадион принадлежит футбольному клубу «Фигейренсе». Официальное название было дано в честь Орландо Скарпелли, который в своё время занимал пост президента «Фигейренсе» и сделал щедрый подарок в виде земельного участка для строительства стадиона.

## История
В сентябре 1940 года было положено начало строительству стадиона.
В 1958 года стадион был закрыт и преобразован в тренировочную площадку. В то время «Фигейренсе» играл на стадионе «Альфредо Кондер».
Первый матч на стадионе состоялся 27 мая 1961 года. В тот день «Атлетико Катариненсе» одержал победу над «Фигейренсе» со счётом 4:0. Однако первый гол на этом стадионе был забит командой «Атлетико Катариненсе» 15 августа 1973 года, в ответном матче между «Фигейренсе» и «Виторией». К 1973 году на стадионе уже были установлены металлические трибуны, система освещения, раздевалки и поле.
Рекорд посещаемости стадиона составляет 18 185 человек. Он был установлен 6 июня 2007 года, когда футбольный клуб "Флуминенсе" обыграл "Фигейренсе" со счётом 1:0 и стал чемпионом Кубка Бразилии по футболу 2007 года.
В 2000 году на стадионе была проведена замена секции, где болельщики обычно стояли. Новая секция стала более удобной для зрителей. Также в том же году вокруг трибун было установлено проволочное ограждение.
В 2002 году была установлена новая система освещения и оборудованы кабинки для прессы.
В 2005 году стадион «Орландо Скарпелли» стал полностью сидячим (имеются сидячие места на всех зрителей).
В 2008 году ежедневная газета Lance провела оценку бразильских стадионов, учитывая пожелания болельщиков. В оценке стадион Орландо Скарпелли занял третье место со средним показателем 6,5, уступив лишь Арена да Байшада (6,9) и Энджиньяо (6,7).

## Посещаемость
1. 32,800 зрителей: Фигейренсе 0-1 Васко – 24 сентября 1975 года (чемпионат Бразилии, серия A);
2. 31,098 зрителей: Бразилия 3:0 Чили — 12 августа 2000 года (Товарищеский матч);
3. 23,375 зрителей: Фигейренсе 2-1 Аваи - 25 июля 1999 года (Орландо Скарпелли, Campeonato Catarinense)[2];
4. 22,784 зрителя: «Фигейренсе» 0:0 «Флуминенсе» — 5 ноября 1975 года (Орландо Скарпелли, чемпионат Бразилии, серия A)[3];
5. 22,530 зрителей: Фигейренсе 1:0 Кашиас - 22 декабря 2001 года (Орландо Скарпелли, Campeonato Brasileiro, Серия B)[4];
6. 21,846 зрителей: Фигейренсе 2-2 Аваи - 21 мая 2000 года (Орландо Скарпелли, Campeonato Catarinense)[2];
7. 21,792 зрителей: Фигейренсе 3-1 Сан-Паулу - 28 марта 2002 года (Орландо Скарпелли, Кубок Бразилии)[5];
8. 21,715 зрителей: Фигейренсе 1-0 Палмейрас - 21 сентября 2002 года (Орландо Скарпелли, Campeonato Brasileiro, Серия A)[6];
9. 21,672 зрителей: Фигейренсе 2-0 Аваи - 7 декабря 2001 года (Орландо Скарпелли, Campeonato Brasileiro, Серия В)[2].

## Концерты
На стадионе между матчами проводились мероприятия и концерты, некоторые из них:
- 14 октября 1990 года Эрик Клэптон выступил на концерте во время своего мирового турне Journeyman;
- Шакира выступала на стадионе 10 декабря 1996 года во время своего тура Pies Descalzos;
- The Black Eyed Peas выступали здесь 1 ноября 2010 года в рамках своего мирового турне E.N.D.